# Akkumulatorrechner
Ein Akkumulatorrechner oder eine Akkumulatormaschine ist eine Rechnerarchitektur, wobei der Prozessor nur genau einen frei verwendbaren Speicherplatz für Daten (Register) hat (englisch general purpose register). Dieser wird Akkumulator oder kurz Akku genannt. Das bedeutet, dass bei sämtlichen Operationen der arithmetisch-logischen Einheit (ALU) die Daten in diesem Akkumulator-Register abgespeichert sind. Im Gegensatz dazu besitzt die Registermaschine mehrere frei verwendbare Register.